# The Cars (musikalbum)
The Cars är bandet The Cars debutalbum. Albumet spelades in våren 1978, och släpptes i maj samma år på Elektra Records. Det brukar ofta betraktas som ett viktigt album inom new wave-rörelsen, och även inom rockmusiken. För att vara ett debutalbum var det här albumet ovanligt framgångsrikt och nådde Billboard-listans artonde plats. De framgångsrikaste singlarna blev "Just What I Needed" och "My Best Friend's Girl".

## Låtlista
Samtliga låtar skrivna av Ric Ocasek, om annat inte anges.
Sida ett
1. "Good Times Roll" - 3:44
2. "My Best Friend's Girl" - 3:44
3. "Just What I Needed" - 3:44
4. "I'm in Touch with Your World" - 3:31
5. "Don't Cha Stop" - 3:01

Sida två
1. "You're All I've Got Tonight" - 4:13
2. "Bye Bye Love" - 4:14
3. "Moving in Stereo" (Greg Hawkes/Ric Ocasek) - 5:15
4. "All Mixed Up" - 4:14